# Lodewijk Ernst Visser

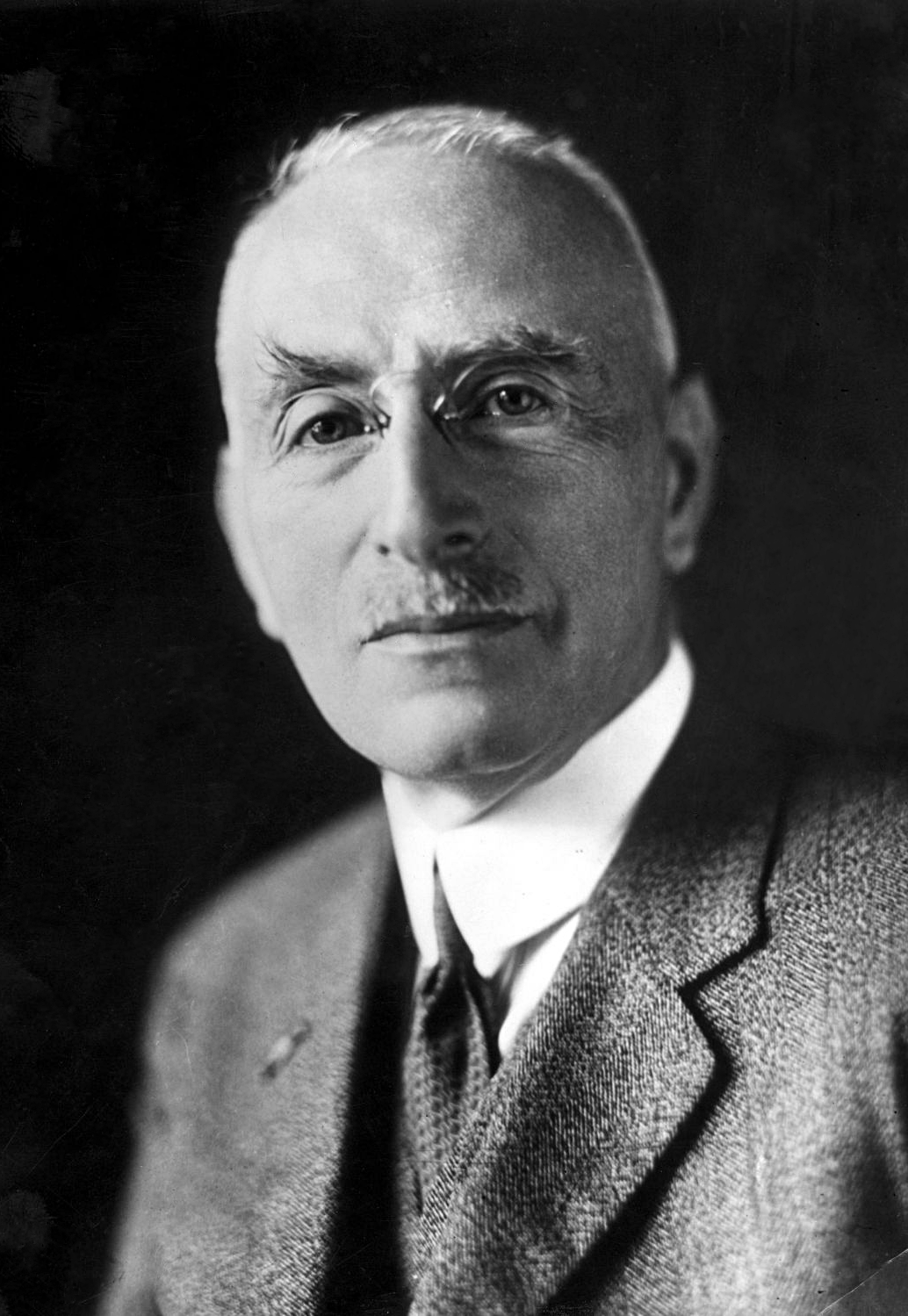
Lodewijk Ernst Visser

Lodewijk Ernst Visser (* 21. August 1871 in Amersfoort; † 17. Februar 1942 in Den Haag) war ein niederländischer Jurist. Er war Vorsitzender des Hohen Rats der Niederlande und wurde nach der deutschen Besetzung der Niederlande am 1. März 1941 aufgrund seiner jüdischen Herkunft seines Amtes enthoben.

## Leben
Lodewijk Visser wurde in eine jüdisch-niederländische Familie geboren. Er wurde in Verfassungsrecht an der Universität Utrecht in 1894 promoviert. Nach kurzen Studien in Paris, begann er als Anwalt zu arbeiten. In 1897 wurde er Beamter im Außenministerium. Nach einigen Jahren begann er wegen zunehmendem Antisemitismus, bedingt durch die Dreyfus-Affäre in Frankreich, wieder als Anwalt zu praktizieren, nahm aber nach kurzer Zeit die Position eines Richters am Bezirksgericht von Rotterdam an, wo er 1911 zum Vizepräsidenten befördert wurde. 1915 wurde er Richter am Obersten Gericht, 1933 dessen Vizepräsident und schließlich 1939 dessen Präsident. Direkt nach der deutschen Besetzung der Niederlande wurde er am 21. November 1940 suspendiert und am 1. März 1941 entlassen wie alle jüdischen Beamten in den Niederlanden. Kein Mitglied des Obersten Gerichts legte Protest ein. 
Im Zweiten Weltkrieg engagierte sich Visser für die jüdische Bevölkerung in den Niederlanden. Er war Vorsitzender der Joodse Coördinatie Commissie, der Vorläuferin des Judenrats Amsterdam, und einer der wichtigsten Mitarbeiter der illegalen Zeitung Het Parool. Sein Einsatz für die jüdische Gemeinde und seine jüdischen Mitbürger, sowie seine Anfragen bei dem obersten Polizeibeamten der Besatzungsmacht, Höherer SS- und Polizeiführer Hanns Albin Rauter, nach dem Schicksal der bereits deportierten Juden, führten schließlich zu Drohungen seitens der deutschen Besatzungsmacht, ihn und seine Familie in ein Konzentrationslager einzuweisen. Unmittelbar danach starb Lodewijk Visser an Hirnblutung im Alter von 70 Jahren. Seine Frau Cornelia Johanna Sara Visser-Wertheim (Amsterdam, 7. April 1874 – Westerbork, 20. März 1944) starb später 69-jährig im Durchgangslager Westerbork. Der Rechtsanwalt Ernst Lodewijk Visser (Den Haag, 14. August 1901 – Mauthausen, 2. September 1942) war der Sohn von beiden.